# Krigen
Krigen (Una guerra) es una película danesa del año 2015 escrita y dirigida por Tobias Lindholm y protagonizada por Pilou Asbæk junto a Søren Malling. Cuenta la historia de una compañía militar danesa en Afganistán que lucha contra los talibanes mientras intentan proteger a los civiles y de cómo se acusa al comandante de haber cometido un crimen de guerra. La película fue nominada a Mejor Película Extranjera en la 88.ª edición de los premios de la Academia. 

## Sinopsis
Un soldado danés en un escuadrón que patrulla la provincia de Helmand pone en marcha un IED. Este muere por graves heridas, mientras que su comandante, Claus, poco puede hacer para ayudar en el campamento base. Después de eso, Claus decide unirse a sus hombres en sus patrullas. Después de ayudar a una niña herida, la familia afgana llega a la base danesa ya que los talibanes han amenazado con matarlos por pedir ayuda. Claus toma la decisión de enviarlos de regreso a su aldea. 
Mientras, en Dinamarca, la mujer de Claus, María intenta mantener una vida cotidiana con un marido de guerra y tres hijos extrañando a su padre. La ausencia de su padre hace que la tensión caiga sobre María que ocupará su cargo. Al día siguiente, Claus y sus hombres regresan a la aldea solo para encontrar a toda la familia asesinada en su hogar. Sin previo aviso, se produce una emboscada. Claus, sin una identificación adecuada, llama a un ataque aéreo en un complejo cercano. Al volver a la base, es acusado de matar a 11 civiles por lo que es mandado de vuelta a casa. Las graves consecuencias de estas acusaciones lo sacuden a él y a su familia. Su abogado afirma que necesita reclamar que sí que tenía la identificación necesaria para evitar una sentencia de prisión. Aunque Claus planea admitir su culpabilidad, María evita pensar en la vida de sus hijos sin un padre así que decide reclamar que llamó a un ataque aéreo porque tenía la identificación. 
La evidencia se acumula cuando los hombres de Claus testifican en la corte. Su amigo, que lo conocía desde su entrenamiento, dijo que sabía que Claus, a pesar de ser un buen oficial, estaba sintiendo la tensión del liderazgo y no estaba tomando buenas decisiones. En la caja de testigos, Claus mantiene su posición. Este, enfadado testifica que cualquiera que no haya estado en combate, no puede entender lo que se necesita para tomar decisiones de vida o muerte.  Inesperadamente, el exoperador de radio de Claus testifica que identificó los destellos del bozal en el complejo. Aunque esta evidencia es dudosa, es suficiente para convencer al juez y al subcomité de que Claus tenía la identificación necesaria.
Más tarde, cuando Claus acuesta a su hijo, se da cuenta de que sus pies se parecen a los de la niña asesinada así que se queda afuera solitario.

## Producción
Esta película fue producida por Nordisk Film con el apoyo de DR TV. Recibió 8 millones de coronas danesas en el Instituto de Cine Danés. El rodaje tuvo lugar en Copenhague, Konya, Turquía y España (Almería). Este se terminó en enero de 2015. A excepción de los personajes principales, los soldados son interpretados por soldados daneses reales que habían servido en Afganistán.

## Reparto
- Pilou Asbæk como Claus Michael Pedersen.
- Søren Malling como Martin R. Olsen
- Dar Salim como Najib Bisma.
- Tuva Novotny como María Pedersen.
- Charlotte Munck como Lisbeth Danning.
- Dulfi Al-Jabouri como Lutfi "Lasse" Hassan.